# Физически институт Лебедев
Физическият институт Лебедев (ФИАН, на руски: Физический институт академии наук) на Руската академия на науките в Москва е един от водещите руски институти по физика и един от най-старите научни институти в Русия.

## История
Неговата история започва още по времето на Петър Велики, когато той основава колекция от физически инструменти в Кунсткамерата в Петербург през 1714. В сегашната си форма институтът е основан през 1934 година от академик Сергей Вавилов. През същата година институтът е преместен в Москва и е наречен на бележития руски физик Пьотър Лебедев.

## Научни изследвания
Сред широкия спектър на изследвания, извършвани в института, следва да бъдат отбелязани направленията: лазерни технологии, структура на тъмната материя, наноструктури, свръхпроводимост, космически лъчи, гама-астрономия. През последните години се издига като водещ център за изследвания по иконофизика (физическа икономика).
В допълнение към широкия си научен принос институтът е известен още и с усъвършенстването на технологията за кристализация на кубичен цирконит, наричан фианит в Русия в чест на ФИАН.

## Директори на института
1. Сергей Вавилов (1934 – 1951)
2. Дмитрий Скобелцин (1951 – 1972)
3. Николай Басов (1973 – 1988)
4. Леонид Келдиш (1988 – 1994)
5. Олег Крохин (1994 – 2004)
6. Генадий Месяц (2004 – )

## Нобелови наградина учени от ФИАН
- 1958 – Павел Черенков, Игор Там, Иля Франк: „за откритието и обяснението на ефекта на Черенков-Вавилов“.
- 1964 – Николай Басов, Александър Прохоров: „за фундаментална работа в полето на квантовате електроника, която е довела до създаването на осцилатори и усилватели, базирани на принципа на мазера-лазера“.
- 1975 – Андрей Сахаров: Нобелова награда за мир за кампанията му за човешки права.
- 2003 – Виталий Гинзбург: „за пионерския му принос към теорията за свръхпроводниците и свръхфлуидите“.